# 潮汐公园站
潮汐公园站是一个位于中华人民共和国广东省深圳市南山区内的地铁车站，暂未开通。

## 车站历史
- 2024年4月19日，深圳市规划和自然资源局发布的《深圳市轨道四期调整工程的站点名称规划》中潮汐公园站被批准。[1]